# المنطقة الحرة بمطار دبي

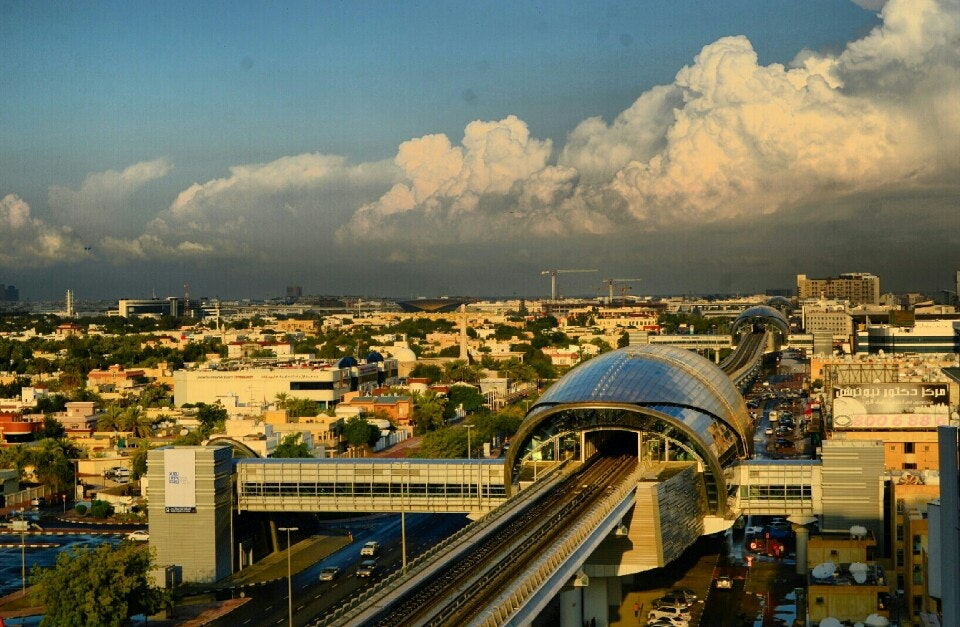

المنطقة الاقتصادية الحرة في دبي تشرف عليها سلطة المنطقة الحرة بمطار دبي (المعروفة اختصارًا باسم دافزا ) وهي هيئة حكومية تشرف على المنطقة الاقتصادية الحرة في دبي، الإمارات العربية المتحدة . تعمل من خلال توفير مكتب ومخازن مخصصة مع إعداد الأعمال والخدمات التشغيلية، تسمح دافزا بنوعين من تشكيلات الشركة: شركة منطقة حرة، والتي تشبه شركة ذات مسؤولية محدودة يمكن أن تعمل داخل المنطقة الحرة، أو فرع لشركة قائمة. يقع في المنطقة الحرة، بجوار مطار دبي الدولي، دبي، الإمارات العربية المتحدة.
وتوفر المنطقة الحرة بمطار دبي حوافز للمستثمرين تتمثّل في:
- تملك الأجانب بنسبة 100% من رأس مال الشركة
- عدم وجودأي قيود على التوظيف
- عدم وجو قيود حركة العملات الأجنبية
- تقدم المنطقة خدمات لوجيستية متميزة تُسهم في سرعة الشحن وتخليص البضائع.

## التاريخ
تأسست المنطقة الحرة في عام 1996. وقد ظهرت إلى حيز الوجود كجزء من الخطة الاستراتيجية لحكومة دبي لجعل دبي اقتصاداً قائماً على الاستثمار. واليوم، تعد واحدة من المناطق الحرة الرائدة والأسرع نموًا في المنطقة، حيث تساهم بحوالي 4.7 بالمئة من الناتج المحلي الإجمالي لدبي. وهي تتيح للمستثمرين الدوليين إنشاء أعمال تجارية وتنفيذ خدمات معفاة تمامًا من الرسوم الجمركية، إلى جانب الملكية الأجنبية الكاملة. ولا قيود على العملة.
وتمتد المنطقة الحرة بمطار دبي على مساحة 696 ألف متر مربع، وتضم 18 مبنى و256 مستودعاً. تعد المنطقة الحرة بمطار دبي الآن موطنًا لأكثر من 3000شركة مسجلة من أكثر من 20 قطاعًا ومختلف الصناعات مع أكثر من 20000 متخصص، يستفيدون من بيئة تنظيمية وضريبية تركز على الأعمال التجارية وتوفر ملكية كاملة، وإعادة كاملة للأرباح، ومجموعة من الاستثمارات العالمية. المرافق الصفية. وتكنولوجيا المعلومات والاتصالات والأدوية ومستحضرات التجميل والهندسة ومواد البناء والفضاء والطيران والخدمات اللوجستية والشحن والأغذية والمشروبات والمجوهرات والأحجار الكريمة والسلع الفاخرة.
وفي أكتوبر 2020 تم افتتاح مركز الشرطة الذكي في المنطقة الحرة بمطار دبي لتقديم خدمات الأمن على مدار الساعة للعاملين في المنطقة الحرة. توفر المحطة 46 خدمة أمنية تندرج تحت 4 باقات: الخدمات الجنائية، خدمات المرور، خدمات المجتمع، خدمات الشهادات والتصاريح.

## روابط خارجية
الموقع الرسمي